# Euclides de Mégara
Euclides de Mégara fue un filósofo socrático griego que aproximadamente nació entre el 450 y 430 a. C. y murió alrededor del 365 a. C.. Fundó la escuela megárica. Los traductores medievales a menudo lo confundieron con el matemático Euclides de Alejandría.

## Biografía
Euclides nació en Mégara en 430 a. c. según el calendario juliano, y después se trasladó a Atenas, dónde se convirtió en discípulo de Sócrates hasta la muerte de este. Tras la ejecución de su maestro, en la que estuvo presente Euclides, según Fedón de Platón; volvió a Mégara acompañado de otros discípulos que asustados tomaron asilo en su casa.

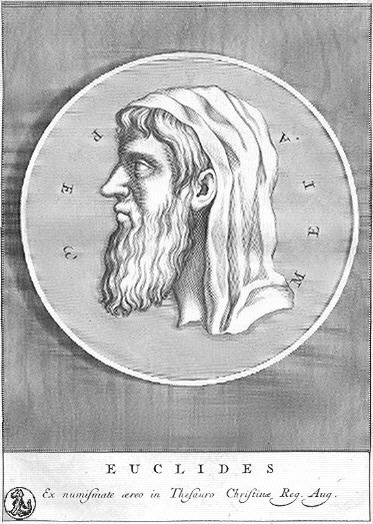
Retrato de Euclides de Mégara

A pesar de que no se conserva ninguna de sus obras se le cita y aparece en varias obras de la Antigüedad.
La filosofía de Euclides era una síntesis de las ideas eleáticas y socráticas. Identificaba la idea eleática de “el Uno” con la socrática de la “forma de Dios”, que llamaba “Razón”, “Dios”, “Mente” y “Sabiduría” entre otras. Esta idea era según Euclides la verdadera esencia del ser, y tenía la propiedad de ser eterna e inalterable. Como dijo:  “Lo Bueno es Uno, pero podemos llamarlo con muchos nombres, en ocasiones sabiduría, en otras Sabiduría, en otras Dios, en otras Razón.” Declaró:  “lo opuesto de lo Bueno no existe”. Aunque puede parecer que estas doctrinas contradicen la realidad empírica, según Euclides, dado que el no-ser no puede existir sin ser una especie de ser (dejando de ser por tanto no-ser), y dado que la esencia del Ser es lo Bueno, lo opuesto de lo Bueno no puede existir. Sus herederos, los estoicos, inauguraron la escuela de lógica más importante de la antigüedad después de la peripatética de Aristóteles.
Euclides tuvo tres discípulos de importancia: Eubulides de Mileto, Ictías —líder de la escuela megárica— y Trasímaco de Corinto, maestro de Estilpón, maestro a su vez de Zenón de Citio, fundador de la escuela estoica.